# Prélature territoriale de Chuquibamba
Ne doit pas être confondu avec Prélature territoriale de Chuquibambilla.
La prélature territoriale de Chuquibamba (en latin : Praelatura Territorialis Chuquibambensis ; en espagnol : Prelatura territorial de Chuquibamba) est une prélature territoriale de l'Église catholique du Pérou, suffragante de l'archidiocèse d'Arequipa.

## Territoire

Diocèse de Chuquibamba

Il comprend les provinces de Camaná, Castilla, Condesuyos et La Unión du département d'Arequipa.  Les autres provinces de ce département sont gérées par l'archidiocèse d'Arequipa et la prélature territoriale de Caravelí. 
Il a un territoire d'une superficie de 22 151 km divisé en 25 paroisses. L'évêché est dans la ville de Chuquibamba où est située la cathédrale de l'Immaculée Conception.

## Histoire
La prélature territoriale est érigée le 5 juin 1962 par la constitution apostolique Christi caritas du pape Jean XXIII en prenant une partie du territoire de l'archidiocèse d'Arequipa et de la prélature territoriale de Caravelí.

## Évêques
- Redento Maria Gauci, O.Carm (5 juin 1962 - février 1977)
- Luis Baldo Riva, C.Ss.R (27 juin 1977 - 27 juin 1983)
- Felipe María Zalba Elizalde, O.P (29 février 1984 - 19 octobre 1999)
- Mario Busquets Jordá (25 janvier 2001 - 11 mai 2015)
- Jorge Enrique Izaguirre Rafael, C.S.C (11 mai 2015 - )